# Otto Weininger
Otto Weininger (Beč, 3. travnja 1880. – Beč, 4. listopada 1903.), bio je austrijski filozof poznat po svom djelu Spol i karakter.

## Životopis
Otto Weininger rođen je u Beču u imućnoj židovskoj obitelji. Bio je odličan student u gimnaziji, gdje je iskazao poseban talent za društvene znanosti. Imao je i dar za jezike, pa je do 18. godine, uz materinski njemački, govorio engleski, francuski, grčki, latinski, norveški, španjolski i talijanski. Sa 16 godina napisao je etimološki esej o određenim grčkim pridjevima koji su se nalazili samo kod Homera, te ga je bezuspješno pokušao objaviti u vodećem filološkom časopisu u to vrijeme. Međutim, Weiningerovo ponašanje nije bilo uzorno. Ometao je školsku nastavu i oslanjao se na vlastite sklonosti u učenju, rijetko obraćajući pažnju na učitelje.
Nakon mature 1898., Weininger se upisao na Filozofski fakultet u Beču, ignorirajući očeve upute da studira jezike. Pridružio se i Filozofskom društvu na sveučilištu koje je organiziralo tjedna predavanja iz raznih (ne samo usko filozofskih) predmeta. Vrlo ozbiljan mladić, Weininger je uživao u raspravama o najdubljim filozofskim temama sa svojim prijateljima. Nije se bavio dnevnim temama.
Weininger se 1901. susreo sa Sigmundom Freudom, te mu je dao nacrt svog djela Spol i karakter. Freud, međutim, nije bio impresioniran njegovim djelom, te ga je odbio preporučiti za objavljivanje. Umjesto toga, savjetovao je Weiningera da deset godina skuplja empirijske dokaze za svoje ideje, rekavši mu da svijet "želi dokaze, a ne misli". Weininger mu je uzvratio da će radije u tih deset godina napisati deset knjiga. Unatoč neslaganju s Weiningerovim teorijama, Freud ga je smatrao genijem.
Prešao je na protestantizam isti dan kada je obranio doktorat na Sveučilištu u Beču 1902. Iduće godine objavio je dijelom znanstveno, a dijelom filozofsko djelo Spol i karakter (Geschlecht und Charakter) koje je promicalo tezu da sva živa bića kombiniraju razne proporcije muškog i ženskog elementa. Muški element je pozitivan, produktivan i moralan, a ženski negativan, neproduktivan i amoralan. U poglavlju O židovstvu, okarakterizirao je židovstvo kao ženstveno i amoralno, za razliku od kršćanstva.
Nakon objave knjige, Weininger je pao u depresiju, nakon čega se ubio u 23. godini života. Ubio se u istoj kući u kojoj je umro Ludwig van Beethoven. Nedugo nakon njegove smrti, njegovi neobjavljeni eseji i aforizmi objavljeni su pod naslovom Ueber die letzten Dinge (1904.), a za drugo izdanje (1907.), uvodnu biografiju napisao je Moriz Rappaport. Mnogo kasnije, izašla su i biografska djela Otto Weininger, Die Liebe und das Weib (1917.) i Taschenbuch und Briefe an einen Freund (1919.), koja je uredio A. Gerber. Weiningerova sabrana djela i pisma objavljena su pod naslovom Eros und Psyche (1990.), kojeg je uredio H. Rodlauer.

## Spol i karakter
Weiningerovo djelo Spol i karakter (Geschlecht und Charakter), postalo je vrlo popularno nakon njegove smrti. Nakon rasprave Maxa Nordaua u Vossische Zeitungu, knjiga je doživjela 30 izdanja na njemačkom jeziku. U knjizi Weininger piše o fundamentalnom odnosu spola i karaktra. Svako ljudsko biće kombinacija je muških i ženskih elemenata. Muškarca je promatrao kao pozitivnog, produktivnog, logičnog, konceptualnog, etičnog, kao duhovnu silu sposobnu da postane genije. Žena je promatrana kao negativna, nesposobna za bilo kakve vrline. Ona je zainteresirana ili u čisto seksualno zadovoljstvo (Kurtezana) ili u majčinstvo (Majka). Slijdom toga, idealna Žena ovisi o Muškarcu, ili falusu; a njezina emancipacija, kao i duhovna snaga Muškarca, o snošaju.
U raspravi o židovstvu, Weininger je tvrdio da je židovstvo gore od Žene. Židov je snaga koja postoji u narodu, ne samo pojedinačnom Židovu, ali i u drugim nežidovima. Nedostatak Židova u odnosu na Ženu je taj što Žena barem vjeruje u Muškarca, a Židov ne vjeruje ni u što. Stoga, tvrdi Weininger, Židov gravitira komunizmu, anarhizmu, materijalizmu, empiricizmu i ateizmu. No cionizam, prema Weiningeru, može se izroditi tek odbacivanjem židovstva, jer Židovi nisu mogli pojmiti ideju države. Židovsku religiju smatrao je nevjerom ni u što, dok je kršćanstvo smatrao pozitivnim.
Weiningerovi pogledi sadržavaju elemente romanticizma, vagnerijanizma, ničeizma, moderne psihologije, biologije s mnoštvom vlastitih uvida.
August Strindberg Weiningerovo djelo smatrao je "zastrašujućom" knjigom koja je "vjerojatno riješila sve najteže probleme". Strindberg je Weiningeru poslao razglednicu u kojoj mu se zahvalio na rješavanju "ženskog problema". Ford Madox Ford opisao je engleski prijevod knjige kao "najvažniji, kako je najjedinstveniji, od doprinosa modernoj literaturi o pitanju spola".
Ludwig Wittgenstein naveo je Weiningera kao jednog od svojih izvora inspiracija. Entuzijastično je preporučio Spol i karakter svojim kolegama.
U svom poznatom djelu Ženski eunuh, feministica Germaine Greer opisala je Spol i karakter kao "iznimno rigoroznu" knjigu napisanu od "običnog dječaka". Marksist Ernst Bloch izjavio je da je Weininger bio inspiriran "najsnažnijom mizoginijom u povijesti".